# Магомедов, Гаджибахмуд Магомедович
Гаджибахмуд Магомедович Магомедов (1923 — 2011) — советский и российский художник декоративно-прикладного искусства, гравер и резчик. Член Союза художников СССР (1950). Лауреат Государственной премии РСФСР имени И. Е. Репина (1971). Заслуженный художник РСФСР (1976). Народный художник РСФСР (1984).

## Биография
Родился 8 июля 1923 года в селении Кубачи, Дахадаевского района Дагестанской АССР, его первым учителем по искусству гравировки и обработки серебра был его отец, потомственный ювелир Магомед (Абдалов) Магомедов.
С 1937 года после окончания неполной средней школы в селении Кубачи, начал свою трудовую деятельность художником-гравировщиком в Кубачинском художественном комбинате. В 1939 году изготовил несколько художественных произведений для Всемирной выставки в Нью-Йорке. С 1941 года после начала Великой Отечественной войны Г. М. Магомедов был направлен в Орджоникидзевский вагоноремонтный завод, где работал кузнецом в  цехе по изготовлению холодного оружия для нужд кавалерии Рабоче-Крестьянской Красной армии. С 1952 года снова работал художником-гравером в экспериментальном цехе Кубачинского художественного комбината.
С 1947 года участник республиканских, всероссийских, всесоюзных и международных художественных выставок. В 1947 году был участником Всероссийской выставки художественных изделий промышленной кооперации в городе Москва. Постоянный участник Всесоюзной Выставки достижений народного хозяйства, за свои высокохудожественные произведения из серебра в 1960, 1962 и 1968 годах награждался бронзовыми и серебряной Медалями ВДНХ, а в 1978 году был удостоен — Золотой медали этой выставки. В 1970 году был участником международной выставки на Expo-70 в Японии.
С 1950 года Г. М. Магомедов являлся членом Союза художников СССР. С 1980 года помимо основной деятельности Г. М. Магомедов  избирался депутатом Верховного Совета Дагестанской АССР и депутатом Кубачинского сельского и Дахадаевского районного советов.
В 1962 году Г. М. Магомедову было присвоено почётное звание — Заслуженный деятель искусств  Дагестанской АССР.
В 1976 году Указом Президиума Верховного Совета РСФСР ТГ. М. Магомедову было присвоено почётное звание — Заслуженный деятель искусств  РСФСР, в 1984 году — Народный художник РСФСР. 
В 1971 году «за создание высокохудожественных произведений народного искусства из серебра и дерева» Г. М. Магомедов был удостоен — Государственной премии РСФСР имени И. Е. Репина.
Умер 26 апреля 2011 года в селении Кубачи, Дагестан.

## Награды
- Орден Ленина (1960)
- Орден Трудового Красного Знамени (1971)
- Орден Знак Почёта (1945)

### Звания
- Народный художник РСФСР (1984 — «за большие  заслуги  в  области  искусства»)
- Заслуженный художник РСФСР (1976)
- Заслуженный деятель искусств  Дагестанской АССР (1962)

### Премии
- Государственная премия РСФСР имени И. Е. Репина (1971 — «за создание высокохудожественных произведений народного искусства из серебра и дерева»)

### Другие награды
- Медали ВДНХ (золотая — 1978, серебряная — 1962, бронзовые — 1960 и 1968)